# Giuseppe Gabetti
Giuseppe Gabetti (Torino, 4 marzo 1796 – La Morra, 22 gennaio 1862) è stato un compositore, violinista e direttore d'orchestra italiano, autore della Marcia reale italiana.

## Biografia

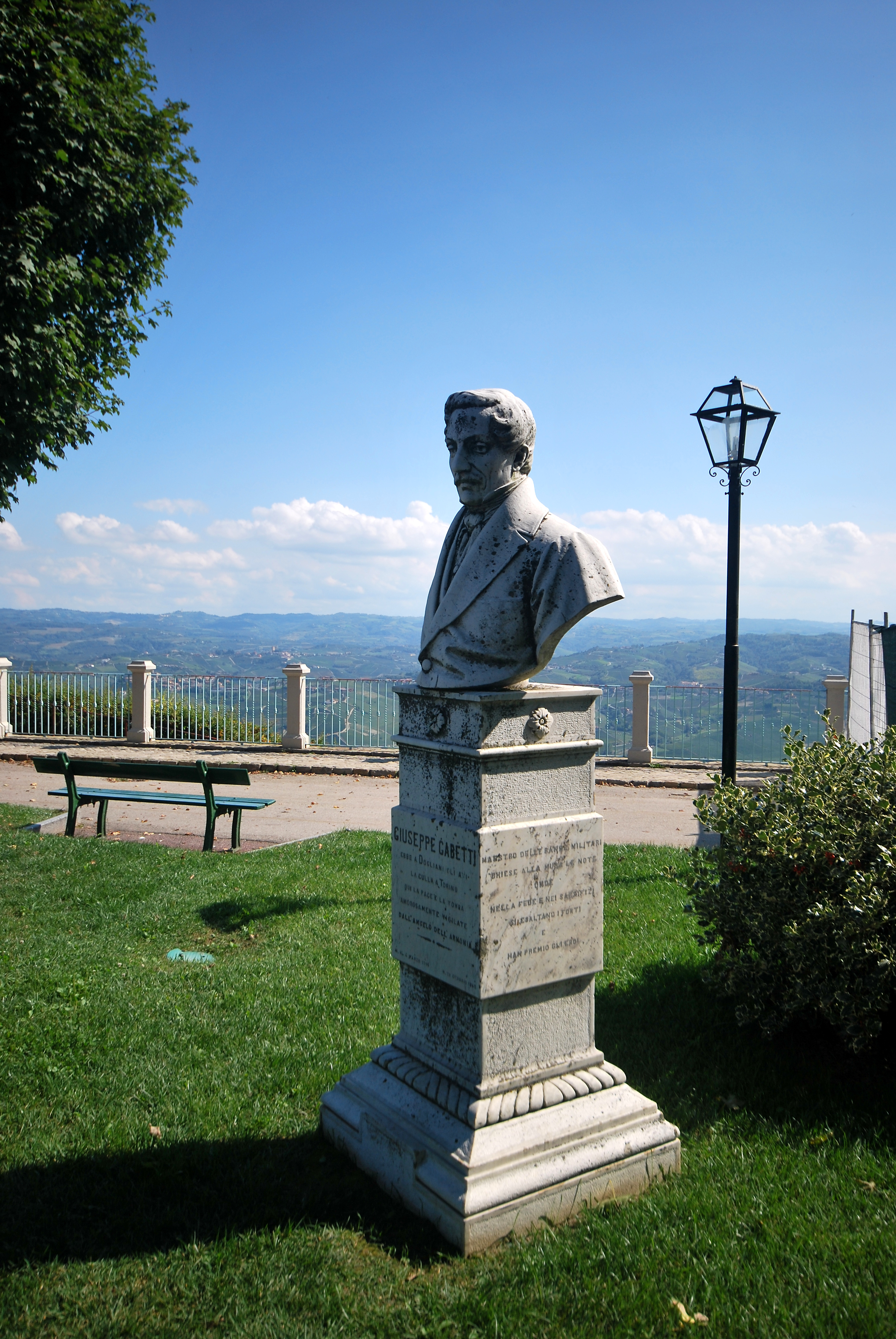
Il busto di Giuseppe Gabetti a La Morra, in Piemonte.

Figlio di Michele, impiegato, e di Margherita Gallo, rimase orfano in tenera età, e fu educato dal fratello Gaetano, commerciante musicale.
Dopo aver studiato musica e violino, Gabetti esordì come compositore di musica sacra e diventò musicista dell'orchestra del Teatro Regio. 
Si sposò con Domenica Terriano, che morì subito dopo le nozze. Il 24 maggio 1834, si risposò con Caterina Roggeri, dalla quale ebbe quattro figli.
Il suo nome è particolarmente legato alla composizione della Marcia reale d'ordinanza (anche detta soltanto Marcia reale o Inno reale italiano), che Gabetti realizzò quando aveva l'incarico di capo musica del primo reggimento Savoia. Nel 1831, una volta ricevuta la richiesta di re Carlo Alberto, spedì al sovrano un paio di marce, lasciando al sovrano la possibilità di scegliere la sua preferita. Per questa musica, da utilizzare ad ogni uscita pubblica della famiglia reale, Gabetti rinunciò a qualunque ricompensa.
La sua Marcia reale fu, oltre che inno del Regno di Sardegna fino all'Unità italiana, l'inno nazionale italiano fino a quando, nel 1946, non fu elevato a quel rango l'inno scritto da Goffredo Mameli e musicato da Michele Novaro.
Gabetti compose, inoltre, messe, vespri e balli. Dal 1831 al 1848 è stato direttore d'orchestra al Teatro Regio di Torino. 
Fu anche nominato professore di violino della cappella reale e conservò questo ruolo sino al 1855. 
A La Morra, dove morì, gli fu dedicato un busto marmoreo e gli fu intitolata la locale banda musicale.